# Vietstar Airlines
Công ty Hàng không lưỡng dụng Ngôi Sao Việt (tiếng Anh: Vietstar Airlines Multirole Corporation), hoạt động với tên Vietstar Airlines, viết tắt là VSM, là một hãng hàng không Việt Nam, có trụ sở chính tại 286 Hoàng Hoa Thám- Phường 12- Quận Tân Bình Thành phố Hồ Chí Minh, là hãng hàng không thứ năm của Việt Nam tham gia khai thác vận chuyển trên thị trường nội địa.

## Hình thành
Vietstar Airlines được thành lập từ 3 cổ đông chính là Công ty sửa chữa máy bay A41 (Quân chủng Phòng không - Không quân), Công ty Cổ phần Hàng không Ngôi Sao Việt và Công ty Cổ phần Chuyển phát nhanh Tín Thành với vốn pháp định ban đầu là 400 tỷ đồng. Hãng được Sở Kế hoạch đầu tư Thành phố Hồ Chí Minh cấp phép kinh doanh ngày 27 tháng 4 năm 2010 và được Cục Hàng không Dân dụng Việt Nam cấp phép kinh doanh vận chuyển hàng không chung vào ngày 16 tháng 6 năm 2011, chỉ sau hơn 1 năm hoạt động.
Đây là hãng hàng không đầu tiên của Việt Nam là liên doanh giữa tư nhân và quân đội. Mục tiêu của hãng là cung cấp dịch vụ vận chuyển hành khách, hành lý, hàng hóa tại thị trường Việt Nam, đặc biệt là dịch vụ air taxi bằng các loại máy bay nhỏ dành cho đối tượng khách hàng có nhu cầu nhanh chóng. Ngoài ra, hãng phục vụ cho các yêu cầu quốc phòng như vận chuyển quân lực, quân trang, bay thăm dò, khảo sát.
Bên cạnh đó, hãng còn cung cấp các dịch vụ khác liên quan đến khai thác chung của ngành hàng không như bảo dưỡng, sửa chữa máy bay, phục vụ mặt đất (cả nhà ga hành khách và sân đỗ), phục vụ hàng hóa, cung cấp dịch vụ máy bay chở khách, chở hàng thuê chuyến (charter), môi giới thuê máy bay, cho thuê thiết bị vận tải hàng không kèm người điểu khiển... Đây là đơn vị hàng không đầu tiên tại Việt Nam cung cấp (trước kia Vietnam Airlines cung cấp các dịch vụ này, nhưng về sau được tách thành nhiều doanh nghiệp độc lập).
Hãng được cấp chứng nhận khai thác máy bay (Aircraft Operator Certificate - AOC) ngày 23 tháng 7 năm 2019.

## Đội tàu bay
| Dòng máy bay       | Hoạt động | Đặt hàng | Ghi chú |
| ------------------ | --------- | -------- | ------- |
| Embraer ERJ-135    | 1         | —        | VN-A999 |
| Embraer Legacy 600 | 1         | —        | VN-A268 |
| Embraer Legacy 650 | 1         | —        | VN-A299 |
| King Air 350       | 1         | —        | VN-B789 |